# Hemioplisis ephyrata
Hemioplisis ephyrata är en fjärilsart som beskrevs av Achille Guenée 1858. Hemioplisis ephyrata ingår i släktet Hemioplisis och familjen mätare. Inga underarter finns listade i Catalogue of Life.